# Salpa tuberculata
Salpa tuberculata är en ryggsträngsdjursart som beskrevs av Metcalf 1918. Salpa tuberculata ingår i släktet Salpa och familjen bandsalper. Inga underarter finns listade i Catalogue of Life.